# أبو زيد بن الحشا
عبد الرحمن بن عيسى بن محمد أو عبد الرحمن بن محمد بن عيسى بن عبد الرحمن، وهو أبو زيد الأندلسيّ، المعروف بـابن الحشا أو بـابن الحشاء أو بـأبي زيد الحشا أو بـأبي زيد الحشاء أو بـأبي زيد بن الحشا، كان قاضي طُلَيْطُلَةَ، ثم قاضي طرطوشة، ثم قاضي دَانِيَةَ، وهو قرطبي الأصل. كان من أهل العلم والنباهة والفهم.

## تعلمه
سمع بقُرْطُبَةَ من يونس بن عبد الله وأبي المطرّف القَنَازعيّ وأبي محمد بن دحون، وبدَانِيَةَ من أبي عَمْرو المقرئ وأبي الوليد بن فَتْحُون وأبي عمر بن عبد البر وأبي عمرو السفاسقي، وبمكّة من أبي ذَرّ الهَرَويّ وأبي الحَسَن بن صَخْر (أبي الحسن محمد بن علي بن صخر) وأحمد بن علي الكسائي وعبد الحق بن هارون الصقلي وعبد الله بن يونس التونسي، وبالمغرب من عبد الحقّ بن هارون الصَّقِلّيّ، ووبالقيروان من أبي عمران الفاسيّ الفقيه ومحمد بن عباس الخواص، ومحمد بن منصور جيكان، وبمصر من أبي القاسم عبد الملك بن الحسن وأبي الحسن عليّ بن إبراهيم الحَوْفيّ وأبي الفضل مسلم بن علي.

## قضاؤه
استقضاه المأمون يحيى بن ذي النون بطُلَيْطُلة بعد أبي الوليد بن صاعد عام 450  هـ، وحمده أهل طليطلة في أحكامه وحسن سيرته، ثم صرف عنها عام 460  هـ وصار إلى طرطوشة واستقضى بها. ثم صرف عنها واستقضى بدانية إلى أن توفي بها عام 473  هـ.

وقال أبو بكر الطّرْطُوشيّ: